# 20000 (عدد)
20000 (عشرون آلف) هو عدد صحيح . يلي العدد 19999 ويسبق العدد 20001 وهو عدد طبيعي.
العشرون ألف الواحدة تساوي عشرون ألف.

## في الرياضيات
- حسب نظام العد العشري في الرياضيات، يمكن كتابة العدد عشرون آلف على النحو التالي:
- 20,000 — أاثنان متبوعةً بأربعة أصفار.
- 2 × 104 — اثنان في عشرة مرفوعة لأس أربعة.